# PGC 26103
LEDA/PGC 26103 ist eine Spiralgalaxie vom Hubble-Typ Sab mit aktivem Galaxienkern im Sternbild Krebs auf der Ekliptik. Sie ist schätzungsweise 421 Millionen Lichtjahre von der Milchstraße entfernt und hat einen Durchmesser von etwa 70.000 Lichtjahren. Vom Sonnensystem aus entfernt sich das Objekt mit einer errechneten Radialgeschwindigkeit von näherungsweise 9.500 Kilometern pro Sekunde.
Im selben Himmelsareal befinden sich unter anderem die Galaxien NGC 2791, NGC 2795, IC 2454, PGC 1539622.